# Vången
Vången är en ort belägen i Alsens socken vid stranden av Alsensjön i Krokoms kommun i västra Jämtland. 

## Historia
Vången är en av de två äldsta byarna i Alsens socken och har liksom grannbyn Hov en förkristen historia. I handlingar från 1392 omnämns byn som Wangh. En av Jämtlands mäktigaste fogdar, Lasse Laurentsson (Lasse från Vång), var på 1300-talet bosatt i Vången. 
Genom freden i Brömsebro 1645 blev Vången och övriga Alsen svenskt. I samband med att Karl XI införde indelningsverket och omorganiserade Jämtlands regemente fick Vången ett överstelöjtnantsboställe. I början av 1800-talet flyttades detta till grannbyn Åberg.  
År 1686 besöktes Alsen och Vången för första gången efter Sveriges erövring av Jämtland av en svensk kung, Karl XI. Kung Karl XIV Johan besökte Vången under sin Eriksgata 1835.  

## Näringsliv
Vången har präglats av jordbruksnäringen och stora bondgårdar. Under andra hälften av 1800-talet fanns under en kort tid ett av Jämtlands 17 mejerier i Vången. År 1903 startades en hingstuppfödningsanstalt för nordsvenska hästar. I mitten av 1980-talet och fram till mitten av 90-talet utbildade Wången många människor i körning med brukshäst. 1996 ersattes brukshästen av travhästar och utbildningen av Trav och Galoppskolan Wången, vilken sedermera ändrade namn till Travskolan Wången.

## Kända personer med anknytning till Vången
- Haldo Hansson